# Westhofen
Westhofen település Németországban, Rajna-vidék-Pfalz tartományban. Lakosainak száma 3421 fő (2023. december 31.).

## Népesség
A település népességének változása:
| Lakosok száma | 2438 | 3219 | 3305 | 3421 | 3429 | 3421 |
|               | 1975 | 2017 | 2019 | 2021 | 2022 | 2023 |